# Inianch
Inianch war ein altägyptischer Künstler („Vorsteher aller Künstler“), der während der späten 5. Dynastie oder noch später (irgendwann in der Zeit zwischen etwa 2445/2395–2216/2166 v. Chr.) tätig war.
Inianch ist heute noch durch seine Mastaba (Grabanlage) bekannt, die nördlich der Djoser-Pyramide in Sakkara gefunden wurde. Mehrere Inschriften nennen ihn dort. Zudem wird im Ägyptischen Museum in Kairo ein Opferbecken aufbewahrt, das die Namen von Inianch und seinem Vater Menunefer trägt.